# Restio ingens
Restio ingens är en gräsväxtart som beskrevs av Esterh. Restio ingens ingår i släktet Restio och familjen Restionaceae. Inga underarter finns listade i Catalogue of Life.